# 門羅鎮區 (密蘇里州安德魯縣)
門羅鎮區（英語：Monroe Township）是位於美國密蘇里州安德魯縣的一個行政鎮區。

## 地方資料
門羅鎮區的面積為88.60平方千米，當中陸地面積為87.22平方千米，而水域面積為1.38平方千米。根據2020年美國人口普查的數據，當地共有人口1087人，而人口密度為每平方千米12.27人。